# António Couto

Bischofswappen von António José da Rocha Couto

António José da Rocha Couto SMP (* 18. April 1952 in Vila Boa do Bispo) ist ein portugiesischer Ordensgeistlicher und Bischof von Lamego.

## Leben
António José da Rocha Couto trat der portugiesischen Missionsgesellschaft von Boa Nova (Missionários dà „Boa Nova“ SMP) bei und empfing am 3. Dezember 1980 die Priesterweihe. Von 2002 bis 2007 war er Generalsuperior seines Ordens.
Papst Benedikt XVI. ernannte ihn am 6. Juli 2007 zum Weihbischof in Braga und Titularbischof von Azura. Der Erzbischof von Braga, Jorge Ferreira da Costa Ortiga, spendete ihm am 23. September desselben Jahres die Bischofsweihe; Mitkonsekratoren waren Manuel José Macário do Nascimento Clemente, Bischof von Porto, und António Augusto dos Santos Marto, Bischof von Leiria-Fátima.
Am 19. November 2011 wurde er zum Bischof von Lamego ernannt und am 29. Januar des darauffolgenden Jahres in das Amt eingeführt.